# Kayah i Bregović
Kayah i Bregović is het vijfde  studioalbum van de Poolse zangeres Kayah, en de eerste in samenwerking met Goran Bregović. Het werd uitgebracht op 12 april 1999, en werd in totaal meer dan 700.000 keer verkocht, wat het een van de best verkochte albums ooit maakt in Polen. In 2000 won Kayah drie Fryderyk onderscheidingen voor het album, waaronder die voor album van het jaar.

## Nummers
1. Śpij kochany, śpij - 4:31
2. To nie ptak - 4:40
3. 100 lat młodej parze - 3:09
4. Byłam różą - 3:41
5. Trudno kochać - 3:55
6. Prawy do lewego - 3:25
7. Ta-bakiera - 4:15
8. Ćaje Śukarije - 3:12
9. Jeśli Bóg istnieje - 4:53
10. Nie ma, nie ma ciebie - 3:49

## Totstandkoming
Kayah schreef alle teksten, terwijl Bregović de muziek compeneerde.

## Singles
- Śpij kochanie, śpij werd uitgegeven in maart 1998 en werd een van de grootste hits van het jaar. De videoclip bevatte beelden uit de film Operacja Samum, die dat jaar ook in vele prijzen viel.
- Prawy do lewego werd uitgegeven in juni 1998 en werd naast Śpij kochanie, śpij het grootste succesnummer.
- To nie ptak werd uitgegeven in augustus 1999. Ondanks dat het nummer een groot succes was werd er geen videoclip voor gemaakt.
- Nie ma, nie ma ciebie werd uitgegeven in december 1999 en was een nieuwe versie van het nummer Miłość ci wszystko wybaczy uit 1933.